# Jim Miklaszewski
James Allen Miklaszewski (ur. 1949, bardziej znany jako Jim albo „Mik” Miklaszewski) jest głównym korespondentem NBC News w Pentagonie.
Pracuje w telewizji NBC od 1985 roku, był korespondentem w Białym Domu w czasie prezydentur Busha seniora i Clintona.
Przed NBC News był jednym z pierwotnych dziennikarzy CNN, pracował tam jako krajowy korespondent i zajmował się Białym Domem Reagana. Był także moderatorem dwóch programów publicystycznych CNN, Election Watch i Newsmaker Sunday.
Do CNN przeszedł ze stacji radiowej KRXV-AM (Radio 15) w Fort Worth w Teksasie, gdzie był dyrektorem serwisów informacyjnych, a na antenie pojawiał się pod pseudonimem James Allen.
Jego cykl dokumentalny After Nam, o wojnie wietnamskiej po dziesięciu latach od upadku Sajgonu, przyniósł mu nagrodę dziennikarską imienia Edwarda R. Murrowa.
Mieszka w Wisconsin. Jest żonaty z Cheryl Heyse, mają dwóch synów, Jamesa i Jeffreya.
Jego biuro mieści się w budynku Pentagonu, i 11 września 2001 roku nadawał stamtąd na żywo dla Today Show, kiedy uderzył samolot, on jednak nie ucierpiał.